# Matt Lucena
Matt Lucena (Chico, 4 agosto 1969) è un ex tennista statunitense.

## Carriera
In carriera ha vinto 1 titolo di doppio. Nei tornei del Grande Slam ha ottenuto il suo miglior risultato conquistando il titolo di doppio misto agli US Open nel 1995, in coppia con la connazionale Meredith McGrath.

## Statistiche

### Doppio

#### Vittorie (1)
| Numero | Anno | Torneo                                        | Superficie  | Compagno     | Avversari in finale      | Punteggio |
| 1.     | 1995 | Hypo Group Tennis International, Sankt Pölten | Terra rossa | Bill Behrens | Libor Pimek Byron Talbot | 7-5, 6-4  |

### Doppio misto

#### Vittorie (1)
| Numero | Anno | Torneo            | Superficie | Compagna         | Avversari in finale      | Punteggio |
| 1.     | 1995 | US Open, New York | Cemento    | Meredith McGrath | Gigi Fernández Cyril Suk | 6–4, 6–4  |